# Pensacola-Klasse
Die Pensacola-Klasse war ein Klasse von zwei Schweren Kreuzern der US-amerikanischen Marine, die zwischen 1929 und 1947 in Dienst stand.

## Entwurf
Die Pensacola-Klasse war die erste Kreuzerklasse, die die US-Marine unter den Einschränkungen des Washingtoner Flottenabkommens baute, und nach der Omaha-Klasse deren zweite moderne Kreuzerklasse überhaupt. Wie bei anderen Marinen auch wurde die Begrenzung der Konstruktionsverdrängung auf 10.000 ts beim Entwurf als sehr einschränkend empfunden. Auf das maximal erlaubte Geschützkaliber von 20,3 cm und eine hohe Geschwindigkeit wollte man nicht verzichten, und für den Einsatz im Pazifik war eine große Reichweite notwendig. Deshalb war aus Gewichtsgründen ein gegen gleich stark bewaffnete Gegner ausgelegter Panzerschutz nicht möglich. Da man davon ausging, dass die Schiffe mit 15-cm-Geschützen bewaffnete Kreuzer durch ihre schwerere Bewaffnung auf Distanz halten könnten, wurde der Panzerschutz tatsächlich nur gegen Treffer aus 12,7-cm-Geschützen (Zerstörerkaliber) ausgelegt.
Im Entwurfsstadium wurde festgestellt, dass die Schiffe durch gewichtssparende Maßnahmen leichter als ursprünglich erwartet würden, wodurch weitere 250 Tonnen für den Panzerschutz zur Verfügung standen. Tatsächlich lag die Wasserverdrängung bei Fertigstellung deutlich unter der Vertragsgrenze, eine Schwäche, die erst mit der Portland-Klasse ausgeräumt wurde.
Anfangs hatten die Schiffe eine mit „CL“ („Cruiser Light“, wörtlich „Leichter Kreuzer“) beginnende Kennung. Kurz nach der Indienststellung änderte die US-Marine ihr Kennsystem dahingehend, dass wie auch heute üblich das Kaliber der Hauptbewaffnung für die Unterscheidung zwischen „CA“ (Schwerer Kreuzer) und „CL“ (Leichter Kreuzer) entscheidend war.

## Technische Daten
Die Wasserverdrängung betrug 9.243 Tonnen standard (entspricht 9097 ts). Die Schiffe waren 178,5 m über alles lang, 18,9 m breit und hatten einen mittleren Tiefgang von 5,9 m.
Die Antriebsanlage bestand aus vier Sätzen Parsons-Getriebeturbinen, die von acht White-Foster-Kesseln gespeist wurden und auf vier Wellen wirkten. Die Antriebsanlage war in zwei Kessel- und zwei Maschinenräumen nach dem Einheitenprinzip angeordnet, d. h. Kessel- und Maschinenräume wechselten sich längs des Schiffs ab. Dies erhöhte die Chancen, dass im Falle von Gefechtsschäden zumindest noch die halbe Antriebsanlage verwendbar war. Die Kessel hatten Ölfeuerung, ihre Abzüge waren in zwei Schornsteinen zusammengeführt.
Die Schiffe hatten über der Antriebsanlage einen Panzergürtel von 76 mm Dicke. Die Dicke des Panzerdecks betrug 51 mm. Die vorderen Munitionskammern hatten einen Seitenschutz von 102 mm, die hinteren von nur 89 mm, da man annahm, dass bei Gefechten der Gegner mehr voraus als querab stehen würde. Die Decken der Munitionskammern waren durch eine 45 mm starke Panzerung geschützt. Die Panzerung der Geschütztürme betrug 25 mm–38 mm.
Die Hauptbewaffnung bestand aus 10 20,3-cm-Geschützen in zwei Drillings- und zwei Zwillingstürmen. Ungewöhnlich war, dass die schwereren Drillingstürme die Zwillingstürme überhöhten. Eine solche Anordnung ist aus Stabilitätsgründen ungünstig, war aber notwendig, da der Rumpf am Bug für die größere Barbette des Drillingsturms zu schmal war. Außerdem waren als Mittelartillerie und zur Flugabwehr vier 12,7-cm-L/25-Geschütze in offenen Einzellafetten auf den achteren Aufbauten eingebaut. Die leichte Flak bestand aus Mangel an geeigneten Waffen aus acht 12,7-mm-Maschinengewehre. Die Schiffe hatten sechs Torpedorohre in zwei Drillingssätzen auf dem Oberdeck beidseits des achteren Schornsteins.
Zwischen den Schornsteinen trugen die Schiffe auf jeder Seite ein Katapult. Es konnten bis zu vier Flugzeuge mitgeführt werden. Als einzige Schwere Kreuzer der US-Marine hatte die Pensacola-Klasse keinen Hangar.

## Umbauten
Da die Schiffe aufgrund ihrer Untergewichtigkeit stark schlingerten, erhielten sie größere Schlingerkiele.
Mitte der dreißiger Jahre wurden die Torpedorohre entfernt, da man annahm, dass die Kreuzer diese im Falle eines Gefechtes nicht würden nutzen können. Noch vor dem Krieg wurde die schwere Flak verdoppelt, indem vier weitere Geschütze in Einzellafetten beidseits der Kommandobrücke aufgestellt wurden.
Während des Krieges wurde die leichte und mittlere Flak laufend verstärkt. Auf den Schiffe wurden erst 8, dann 16 28-mm-Geschütze in Vierlingslafetten eingebaut, die ab 1943 durch bis zu 28 40-mm-Bofors-Geschütze in Vierlingslafetten ersetzt wurden. Außerdem erhielten die Schiffe eine wachsende Anzahl 20-mm-Oerlikon-Kanonen.
1941 wurde auf beiden Schiffen der achtere schwere Dreibeinmast gekürzt und mit einem Leitgerät für die schwere Artillerie versehen. Zur Gewichtsersparnis wurde auf der USS Pensacola 1945 der vordere schwere Dreibeinmast gekürzt und der hintere ganz entfernt, außerdem wurde das Steuerbordkatapult ausgebaut. Die gleichen Änderungen waren für die USS Salt Lake City geplant, wurden wegen des Kriegsendes aber nicht mehr durchgeführt.

## Einheiten
| Kennung | Name           | Bauwerft                      | Kiellegung       | Stapellauf      | Indienststellung  | Außerdienststellung | Verbleib                                      |
| ------- | -------------- | ----------------------------- | ---------------- | --------------- | ----------------- | ------------------- | --------------------------------------------- |
| CA-24   | Pensacola      | Brooklyn Navy Yard, New York  | 27. Oktober 1926 | 25. April 1929  | 6. Februar 1930   | 26. August 1946     | Am 10. November 1948 als Zielschiff versenkt. |
| CA-25   | Salt Lake City | New York Shipbuilding, Camden | 9. Juni 1927     | 23. Januar 1929 | 11. Dezember 1929 | 29. August 1947     | Am 25. Mai 1948 als Zielschiff versenkt.      |